# Международен астрономически съюз
Международният астрономически съюз (МАС) (The International Astronomical Union, IAU) обединява национални астрономически общества от целия свят. Член е на Международен съвет на научните съюзи (International Council of Science). Официално признат и упълномощен да отговаря за даването на названия на звезди, планети, астероиди и други небесни тела и явления.
Организацията има много работни групи, като Работна група за номенклатура на планетарни системи (Working Group for Planetary System Nomenclature), която поддържа конвенциите на МАС за наименуване на планетните тела, Работна група за наименования на звездите (Working Group on Star Names), Работна група по метеорните потоци и др. МАС е също отговорен за системата от Астрономически телеграми. Центърът за малки планети (Minor Planet Center) също работи в рамките на МАС.
МАС е създаден през 1919 г. като сливане на различни международни институти, като Carte du Ciel, Слънчевия съюз (Solar Union) и Международното бюро за време (Bureau International de l'Heure). Първи президент е Бениамин Байо (Франция).
Върховен орган на МАС е Общото събрание (Генералната асамблея), което включва всички членове. Общото събрание определя политиката на МАС, приема устава и правилника на съюза и избира различните комитети.

## Общи събрания и административни заседания
Общите събрания (Генерални асамблеи) на МАС се провеждат на всеки три години и продължават десет дни, от 1922 г. до днес, с изключение на периода от 1938 до 1948 г. заради Втората световна война. През февруари 1973 г. е проведено извънредно Общо събрание във Варшава, Полша, скоро след редовното Общо събрание, проведено в Австралия, за да се отбележи 500-годишнината от рождението на Николай Коперник.
Тези форуми уникална възможност за астрономите, работещи във всички области на астрономията, да се обединят. В допълнение на основните административни заседания на Общото събрание също така се включва научна програма. Тя обикновено се състои от две серии от три симпозиума, всеки с продължителност половин седмица. Провеждат се съвместни дискусии, петнадесет до двадесет на брой, включващи до пет теми, които се движат паралелно. Организират се и специални сесии на актуални и специализирани теми. Обичайните срещи на народните представители, финансовия комитет и номинационния комитет се провеждат по време на Общото събрание.
| Среща                       | Година | Място                             |
| --------------------------- | ------ | --------------------------------- |
| I Общо събрание на МАС      | 1922   | Рим, Италия                       |
| II Общо събрание на МАС     | 1925   | Кеймбридж, Англия, Великобритания |
| III Общо събрание на МАС    | 1928   | Лайден, Холандия                  |
| IV Общо събрание на МАС     | 1932   | Кеймбридж (Масачузетс), САЩ       |
| V Общо събрание на МАС      | 1935   | Париж, Франция                    |
| VI Общо събрание на МАС     | 1938   | Стокхолм, Швеция                  |
| VII Общо събрание на МАС    | 1948   | Цюрих, Швейцария                  |
| VIII Общо събрание на МАС   | 1952   | Рим, Италия                       |
| IX Общо събрание на МАС     | 1955   | Дъблин, Ирландия                  |
| X Общо събрание на МАС      | 1958   | Москва, Съветски съюз             |
| XII Общо събрание на МАС    | 1964   | Хамбург, Западна Германия         |
| XIII Общо събрание на МАС   | 1967   | Прага, Чехословакия               |
| XIV Общо събрание на МАС    | 1970   | Брайтън, Англия, Великобритания   |
| XV Общо събрание на МАС     | 1973   | Сидни, Нов Южен Уелс, Австралия   |
| XVI Общо събрание на МАС    | 1976   | Гренобъл, Франция                 |
| XVII Общо събрание на МАС   | 1979   | Монреал, Квебек, Канада           |
| XVIII Общо събрание на МАС  | 1982   | Патра, Гърция                     |
| XIX Общо събрание на МАС    | 1985   | Ню Делхи, Индия                   |
| XX Общо събрание на МАС     | 1988   | Балтимор, Мериленд, САЩ           |
| XXI Общо събрание на МАС    | 1991   | Буенос Айрес, Аржентина           |
| XXII Общо събрание на МАС   | 1994   | Хага, Холандия                    |
| XXIII Общо събрание на МАС  | 1997   | Киото, Япония                     |
| XXIV Общо събрание на МАС   | 2000   | Манчестър, Англия, Великобритания |
| XXV Общо събрание на МАС    | 2003   | Сидни, Нов Южен Уелс, Австралия   |
| XXVI Общо събрание на МАС   | 2006   | Прага, Чехия                      |
| XXVII Общо събрание на МАС  | 2009   | Рио де Жанейро, Бразилия          |
| XXVIII Общо събрание на МАС | 2012   | Пекин, Китай                      |
| XXIX Общо събрание на МАС   | 2015   | Хонолулу, Хавай, САЩ              |
| XXX Общо събрание на МАС    | 2018   | Виена, Австрия                    |
| XXXI Общо събрание на МАС   | 2021   | Пусан, Южна Корея (предстояща)    |

## Състав
Към август 2019 МАС има 13701 индивидуални члена, всички от които са професионални астрономи и повечето от тях притежават докторска степен. Има също така 82 национални члена (професионални астрономически общества), които представляват страните си в МАС. 81,7% от индивидуалните членове са мъже, а 18,3% са жени, сред които и бившите президентки на съюза Катрин Сезарски (Франция) и Силвия Торес Пеймберт (Мексико), както и сегашният президент Евина ван Дисхук (Нидерландия).
Суверенният орган на съюза е Общото събрание (Генералната асамблея), което се състои от всички членове. Събранието определя политиката на съюза, учредява правилника и избира различни комисии.
Правото на глас по въпросите относно бъдещи и настоящи събития варира в зависимост от вида дейност, която се обсъжда. В устава дейностите се разглеждат в две категории:
- Въпроси от „строго научно естество“ (както е определено от Изпълнителния комитет), на които гласуването е ограничено до отделни членове.
- „Всички други въпроси“ (като например преразглеждането на Устава и процедурни въпроси), върху които гласуването е ограничено до представителите на националните членове.

Абсолютно мнозинство е необходимо за одобрение във всеки вот, с изключение на Устава за преразглеждане, което изисква мнозинство от 2/3. Равенство на гласовете се решва чрез гласуването на председателя на съюза.

## XXVI общо събрание и дефиницията за планета
Между 14 и 25 август в столицата на Чехия, Прага, се проведе XXVI общо събрание на Международния астрономически съюз (IAU). Един от най-обсъжданите въпроси на събранието е определението за планета в Слънчевата система. След 1992 г. са открити множество тела отвъд орбитата на Нептун. Поради своите физически характеристики, Плутон изглежда тясно свързан с тези транснептунови обекти. През 2003 г. е открит и 2003 UB313, транснептунов обект, по-голям от Плутон.
Споровете на Общото събрание на IAU се водят за приемането на един от двата строги критерия – т. нар. „физическо“ определение: тяло, което под действието на гравитационните сили е придобило кръгла форма (т.е. към този момент Слънчевата система би имала 12 планети), или „динамичното“ определение: тяло, което е разчистило своята орбита от междупланетни отломки, има малък ексцентрицитет, не пресича орбитата на друга планета и има малък наклон към еклиптиката (т.е. планетите са 8).
Решението, взето от Общото събрание на IAU, е компромисно решение, което разграничава три типа тела в Слънчевата система: терминът „малки планети“ отпада и се заменя с „планети джуджета“ (като Плутон, Церера, Ерида, Макемаке и др.), и обозначава сферичните тела от Слънчевата система, а терминът „малки тела в Слънчевата система“ обозначава останалите тела, включително и кометите. Спътниците на планетите не са засегнати от това определение. С това си решение отнема статусът на планета на Плутон, обявена за планета джудже.
Общото събрание на МАС реши планетите и другите тела в Слънчевата система да се класифицират по следния начин:
1. „Планета“ е небесно тяло, което (a) е в орбита около Слънцето, (b) има достатъчно маса, така че собствената му гравитация да преодолява вътрешните сили, действащи при твърдите тела, така че то да се установи в хидростатично равновесие (да е с приблизително кръгла форма), и (c) да е разчистило близките околности на своята орбита.
2. „Планета джудже“ е небесно тяло, което (a) е в орбита около Слънцето (b) има достатъчно маса, така че собствената му гравитация да преодолява вътрешните сили, действащи при твърдите тела, така че то да се установи в хидростатично равновесие (да е с приблизително кръгла форма), (c) да не е разчистило близките околности на своята орбита, и (d) да не е спътник.

## Международната година на астрономията 2009 (IYA 2009)
По инициатива на Международния астрономически съюз и ЮНЕСКО 2009 година е обявена официално от Генералната асамблея на ООН за Международна година на астрономията. Резолюцията за обявяването на 2009 г. за Международна година на астрономията е внесена от Италия, родината на Галилео Галилей. Международната година на астрономията отбелязва тържествено първото използване на телескопа от Галилео Галилей през 1609 г. – събитие с голямо значение, което е в основата на астрономическите открития в продължение на 400 години и ускорява една научна революция, отразена дълбоко в нашия светоглед. Сега телескопи на земята и в космоса изучават Вселената по 24 часа на ден, отвъд всички дължини на вълната на светлината. Международната година на астрономията 2009 цели да стимулира световния интерес към науките като цяло и към астрономията в частност, особено сред младите хора чрез общата тема „Вселената е Ваша, за да я откриете“. Друга важна цел е провеждането на инициативи за опазване на световното културно и природно наследство на места и региони, свързани с историята на астрономията.